# Draft da NBA de 2017
O Draft da NBA de 2017 foi realizado no dia 22 de junho de 2017, no Barclays Center, no Brooklyn, em Nova York. Foi transmitido nos Estados Unidos pela ESPN. Neste draft, os times da National Basketball Association (NBA) selecionarão novatos da universidade nos Estados Unidos e outros jogadores elegíveis, incluindo jogadores internacionais.

## Draft

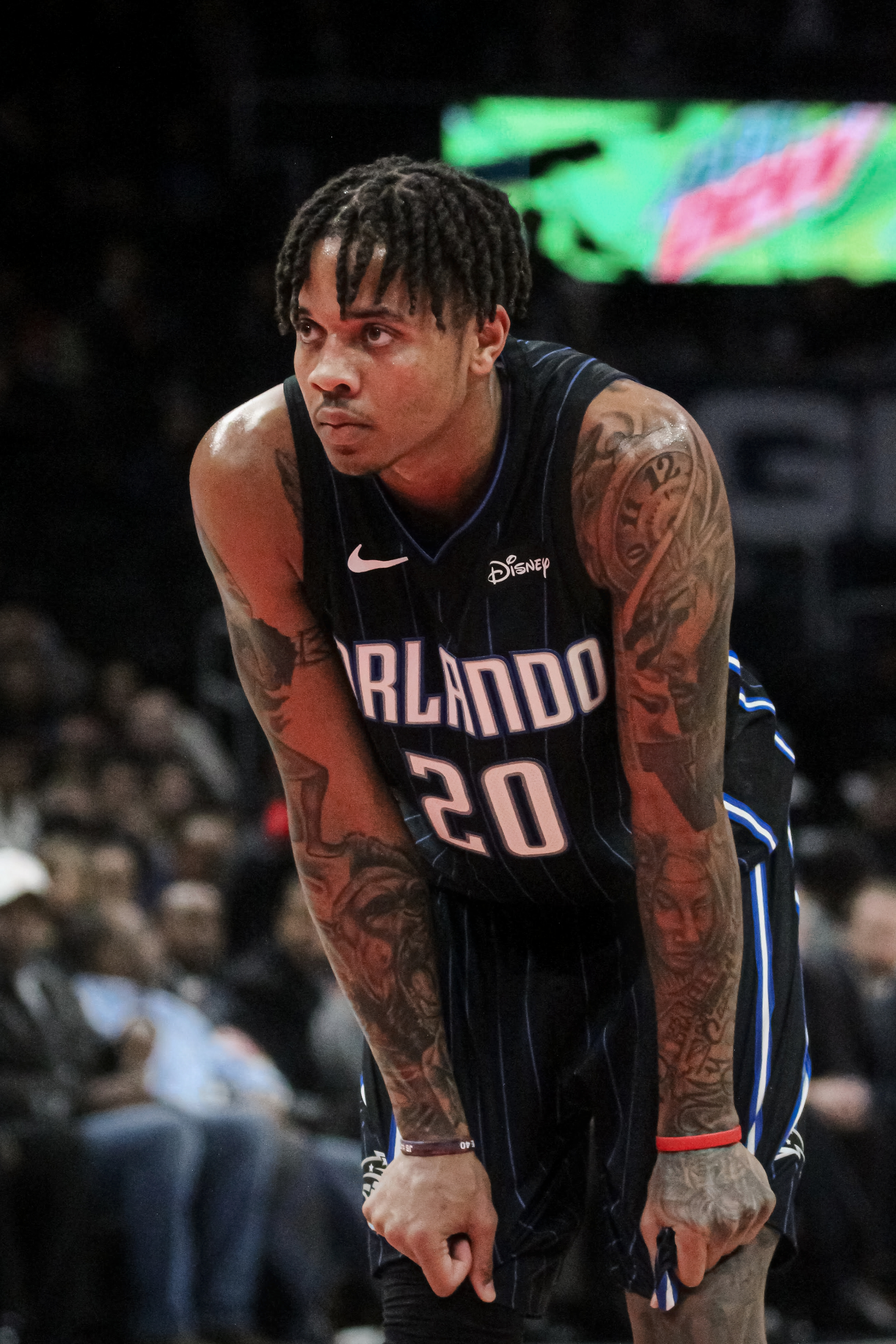
Markelle Fultz, selecionado na 1ª escolha pelos Sixers.

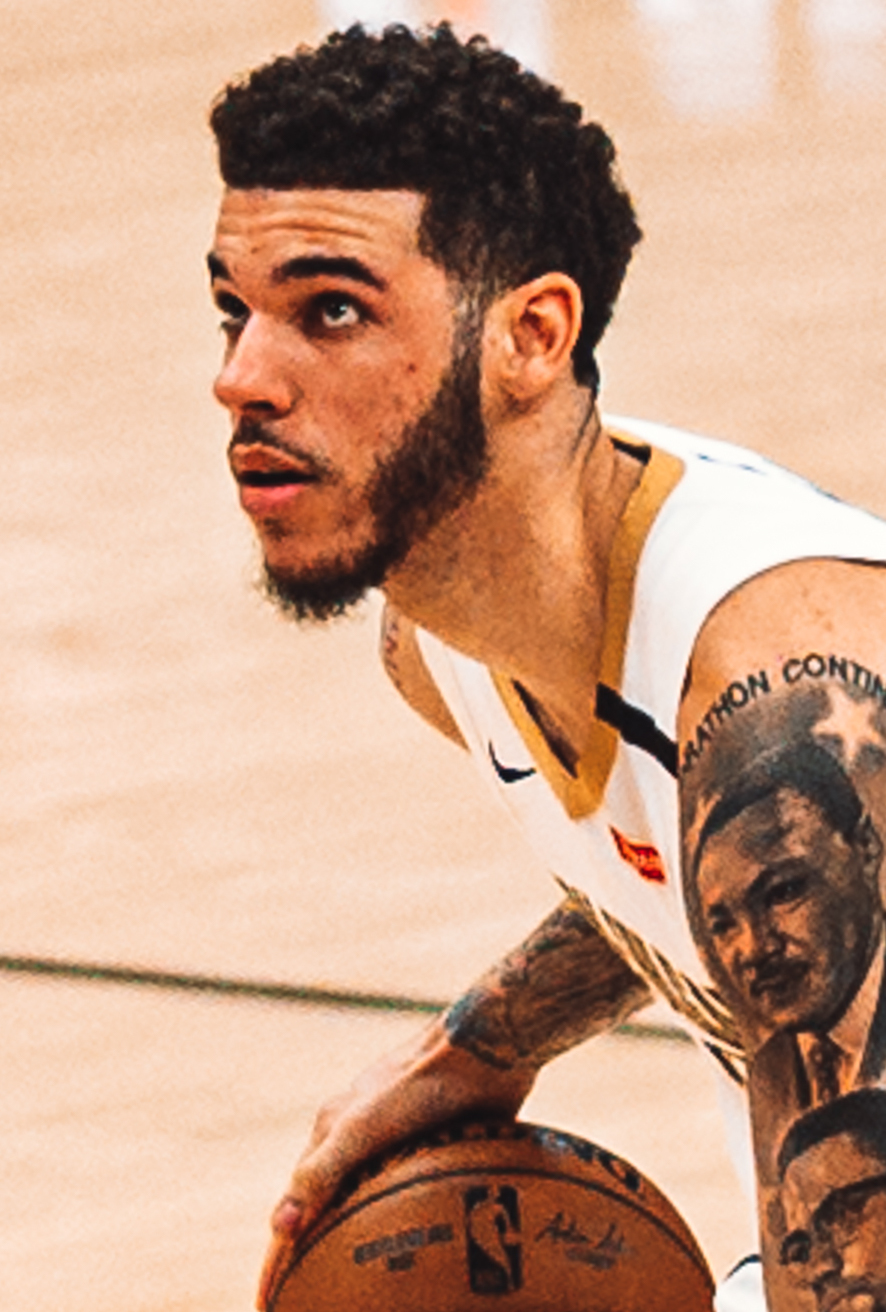
Lonzo Ball, 2ª escolha, feita pelo Los Angeles Lakers.

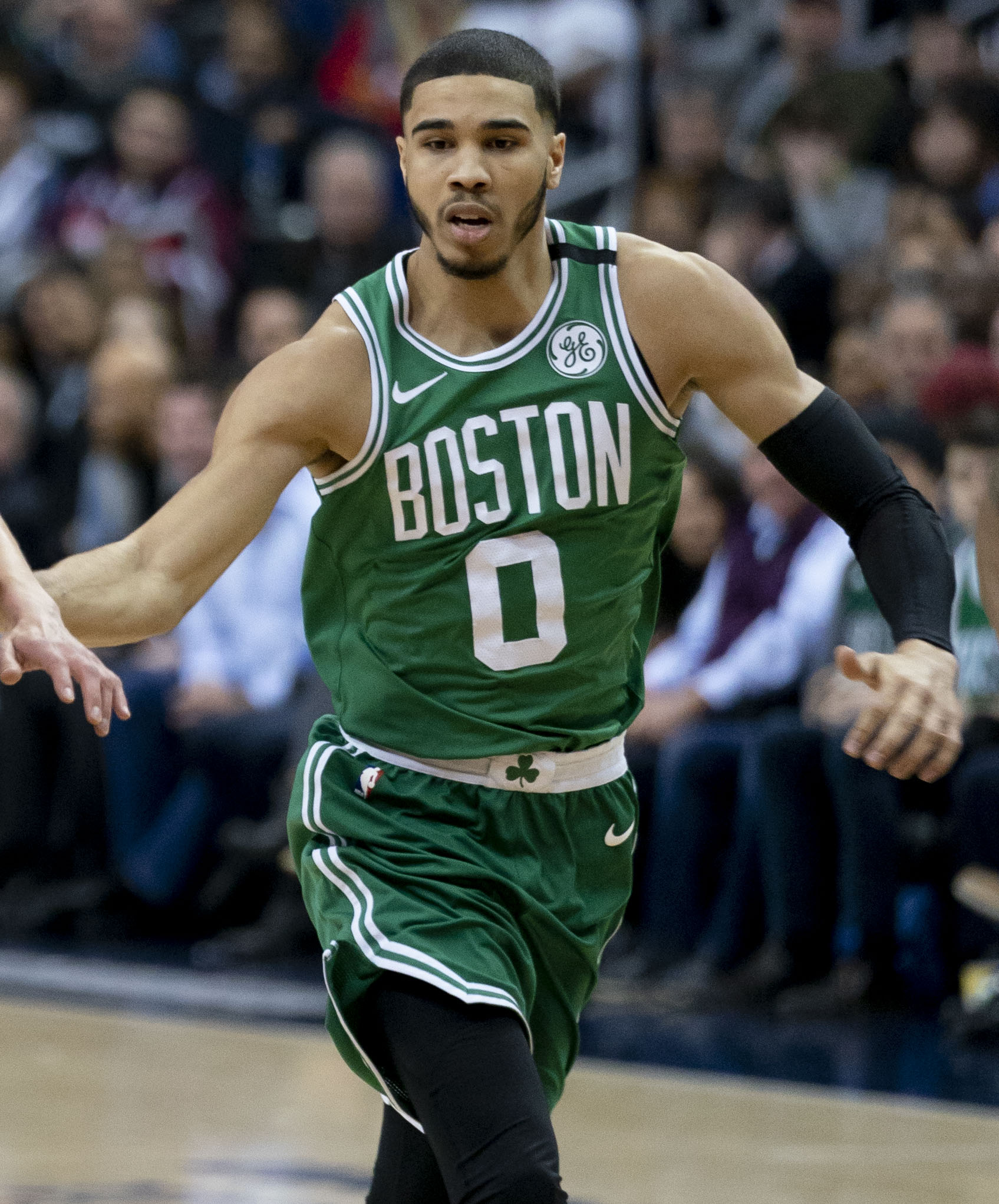
Jayson Tatum, 3ª escolha, feita pelos Celtics.

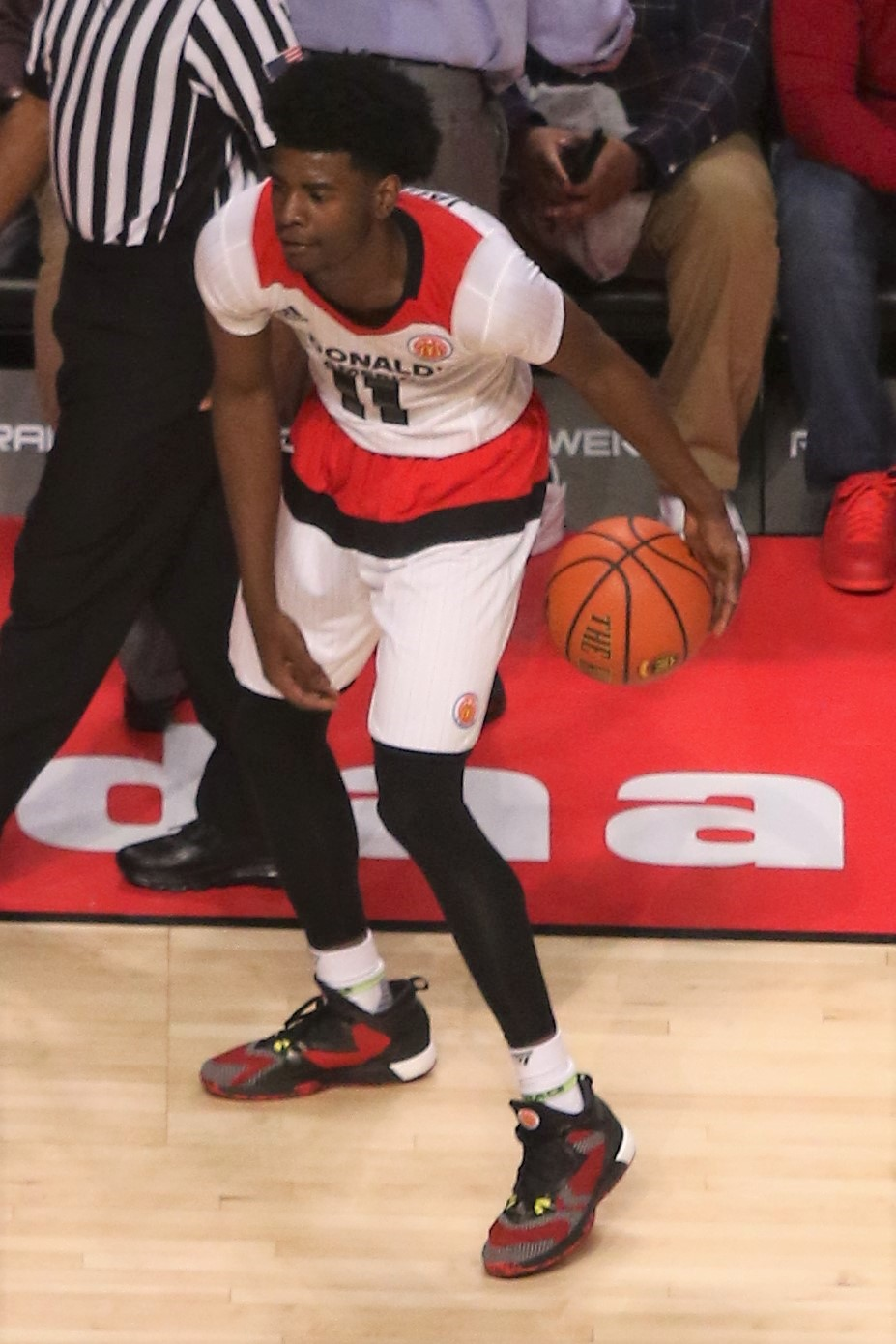
Josh Jackson, 4ª escolha, feita pelo Phoenix Suns.

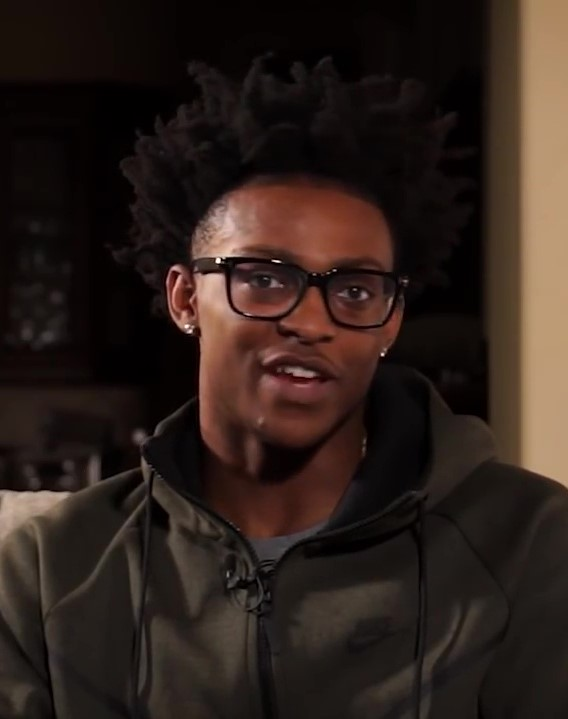
De'Aaron Fox, 5ª escolha, feita pelo Sacramento Kings.

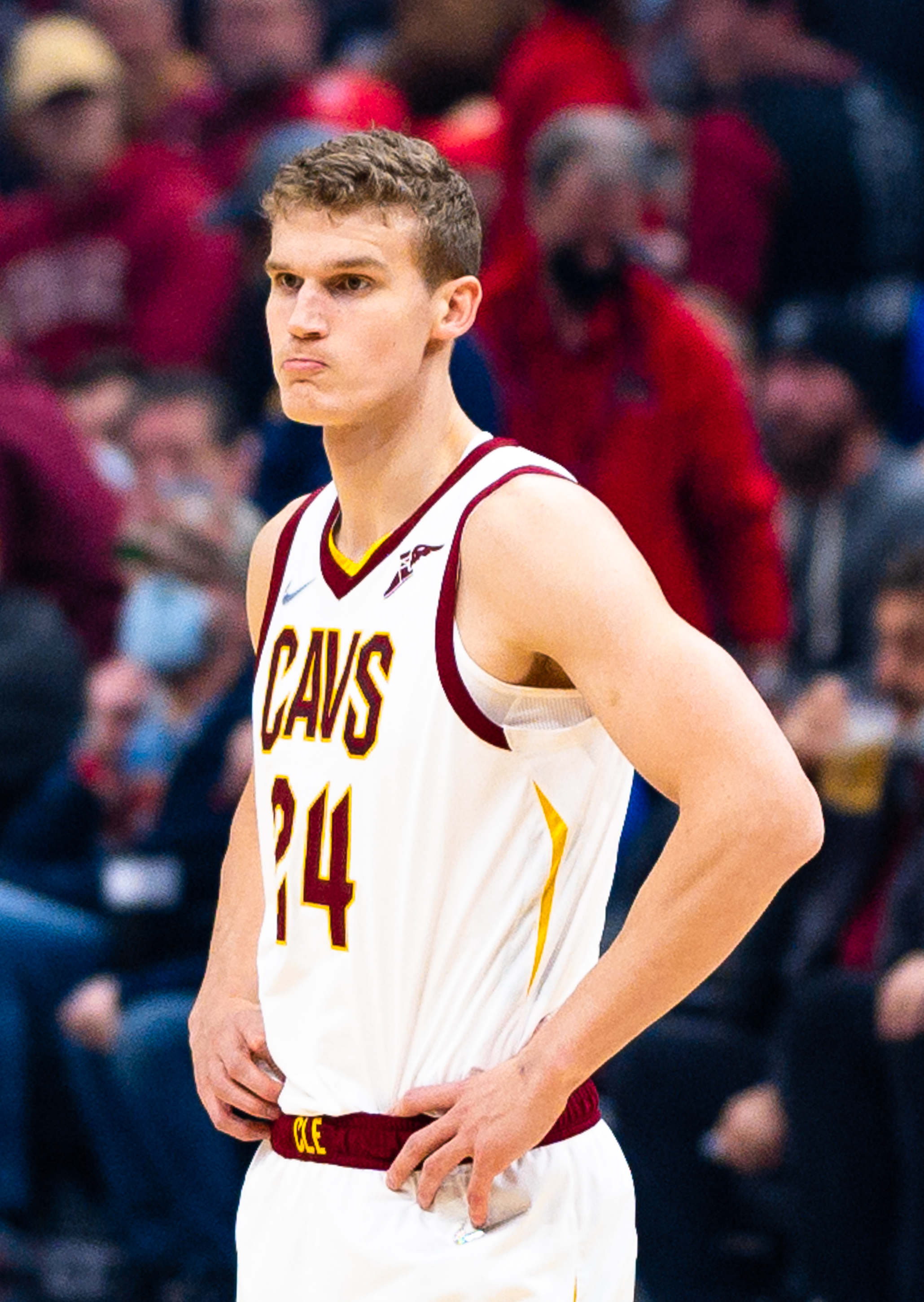
Lauri Markkanen, 7ª escolha, feita pelo Minnesota Timberwolves, que o trocou para o Chicago Bulls.

|  | Jogadores que foram incluídos no Hall da Fama do Basquete                               |
|  | Jogadores que foram pelo menos uma vez MVP da temporada da NBA                          |
|  | Jogadores que foram selecionados para pelo menos um NBA All-Star Game e um All-NBA Team |
|  | Jogadores que foram selecionados para pelo menos um All-NBA Team                        |
|  | Jogadores que foram selecionados para pelo menos um NBA All-Star Game                   |
|  | Jogadores que nunca atuaram em nenhuma partida sequer pela NBA                          |

| PG | Armador     |
| SG | Ala-armador |
| SF | Ala         |
| PF | Ala-pivô    |
| C  | Pivô        |

| Escolha | Nome              | Posição | Nacionalidade  | Time                                             | Universidade/Time |
| ------- | ----------------- | ------- | -------------- | ------------------------------------------------ | ----------------- |
| 1       | Markelle Fultz    | PG/SG   | Estados Unidos | Philadelphia 76ers                               | Washington        |
| 2       | Lonzo Ball        | PG      | Estados Unidos | Los Angeles Lakers                               | UCLA              |
| 3       | Jayson Tatum      | SF      | Estados Unidos | Boston Celtics                                   | Duke              |
| 4       | Josh Jackson      | SF      | Estados Unidos | Phoenix Suns                                     | Kansas            |
| 5       | De'Aaron Fox      | PG      | Estados Unidos | Sacramento Kings                                 | Kentucky          |
| 6       | Jonathan Isaac    | SF/PF   | Estados Unidos | Orlando Magic                                    | Florida State     |
| 7       | Lauri Markkanen   | PF/C    | Finlândia      | Minnesota Timberwolves (trocado para Chicago)    | Arizona           |
| 8       | Frank Ntilikina   | PG      | França         | New York Knicks                                  | Strasbourg IG     |
| 9       | Dennis Smith Jr.  | PG      | Estados Unidos | Dallas Mavericks                                 | NC State          |
| 10      | Zach Collins      | C       | Estados Unidos | Sacramento Kings (trocado para Portland)         | Gonzaga           |
| 11      | Malik Monk        | SG      | Estados Unidos | Charlotte Hornets                                | Kentucky          |
| 12      | Luke Kennard      | SG      | Estados Unidos | Detroit Pistons                                  | Duke              |
| 13      | Donovan Mitchell  | SG      | Estados Unidos | Denver Nuggets (trocado para Utah)               | Louisville        |
| 14      | Bam Adebayo       | C/PF    | Estados Unidos | Miami Heat                                       | Kentucky          |
| 15      | Justin Jackson    | SF      | Estados Unidos | Portland Trail Blazers (trocado para Sacramento) | Carolina do Norte |
| 16      | Justin Patton     | C       | Estados Unidos | Chicago Bulls (trocado para Minnesota)           | Creighton         |
| 17      | D. J. Wilson      | PF      | Estados Unidos | Milwaukee Bucks                                  | Michigan          |
| 18      | T. J. Leaf        | PF      | Israel         | Indiana Pacers                                   | UCLA              |
| 19      | John Collins      | PF      | Estados Unidos | Atlanta Hawks                                    | Wake Forest       |
| 20      | Harry Giles       | PF/C    | Estados Unidos | Portland Trail Blazers (trocado para Sacramento) | Duke              |
| 21      | Terrance Ferguson | SG      | Estados Unidos | Oklahoma City Thunder                            | Adelaide 36ers    |
| 22      | Jarrett Allen     | C       | Estados Unidos | Brooklyn Nets                                    | Texas (Austin)    |
| 23      | OG Anunoby        | SF      | Reino Unido    | Toronto Raptors                                  | Indiana           |
| 24      | Tyler Lydon       | PF      | Estados Unidos | Utah Jazz (trocado para Denver)                  | Syracuse          |
| 25      | Anžejs Pasečņiks  | C       | Letônia        | Orlando Magic (trocado para Philadelphia)        | CB Gran Canaria   |
| 26      | Caleb Swanigan    | PF      | Estados Unidos | Portland Trail Blazers                           | Purdue            |
| 27      | Kyle Kuzma        | PF      | Estados Unidos | Los Angeles Lakers                               | Utah              |
| 28      | Tony Bradley      | PF/C    | Estados Unidos | Los Angeles Lakers (trocado para Utah)           | Carolina do Norte |
| 29      | Derrick White     | PG/SG   | Estados Unidos | San Antonio Spurs                                | Colorado          |
| 30      | Josh Hart         | SG      | Estados Unidos | Utah Jazz (trocado para Lakers)                  | Villanova         |

### Segunda rodada
| Escolha | Nome                | Posição | Nacionalidade  | Time                                          | Universidade/Time     |
| ------- | ------------------- | ------- | -------------- | --------------------------------------------- | --------------------- |
| 31      | Frank Jackson       | PG      | Estados Unidos | Charlotte Hornets (trocado para New Orleans)  | Duke                  |
| 32      | Davon Reed          | SG      | Estados Unidos | Phoenix Suns                                  | Miami                 |
| 33      | Wesley Iwundu       | SF      | Estados Unidos | Orlando Magic                                 | Kansas State          |
| 34      | Frank Mason III     | PG      | Estados Unidos | Sacramento Kings                              | Kansas                |
| 35      | Ivan Rabb           | PF      | Estados Unidos | Orlando Magic (trocado para Memphis)          | Califórnia (Berkeley) |
| 36      | Jonah Bolden        | PF      | Austrália      | Philadelphia 76ers                            | FMP Beograd           |
| 37      | Semi Ojeleye        | SF/PF   | Estados Unidos | Boston Celtics                                | SMU                   |
| 38      | Jordan Bell         | PF      | Estados Unidos | Chicago Bulls (trocado para Warriors)         | Oregon                |
| 39      | Jawun Evans         | PG      | Estados Unidos | Philadelphia 76ers                            | Estado de Oklahoma    |
| 40      | Dwayne Bacon        | SG      | Estados Unidos | New Orleans Pelicans (trocado para Charlotte) | Florida State         |
| 41      | Tyler Dorsey        | SG      | Grécia         | Atlanta Hawks                                 | Oregon                |
| 42      | Thomas Bryant       | PF      | Estados Unidos | Utah Jazz (trocado para Lakers)               | Indiana               |
| 43      | Isaiah Hartenstein  | PF/C    | Alemanha       | Houston Rockets                               | BC Žalgiris           |
| 44      | Damyean Dotson      | SG      | Estados Unidos | New York Knicks                               | Houston               |
| 45      | Dillon Brooks       | SF      | Canadá         | Houston Rockets (trocado para Memphis)        | Oregon                |
| 46      | Sterlig Brown       | SG      | Estados Unidos | Philadelphia 76ers                            | SMU                   |
| 47      | Ike Anigbogu        | C       | Estados Unidos | Indiana Pacers                                | UCLA                  |
| 48      | Sindarius Thornwell | SG      | Estados Unidos | Milwaukee Bucks (trocado para Clippers)       | Carolina do Sul       |
| 49      | Vlatko Čančar       | SF      | Eslovênia      | Denver Nuggets                                | KK Mega Basket        |
| 50      | Mathias Lessort     | PF/C    | Martinica      | Philadelphia 76ers                            | JSF Nanterre          |
| 51      | Monte Morris        | PG      | Estados Unidos | Denver Nuggets                                | Iowa State            |
| 52      | Edmond Sumner       | PG      | Estados Unidos | New Orleans Pelicans                          | Xavier                |
| 53      | Kadeem Allen        | SG      | Estados Unidos | Boston Celtics                                | Arizona               |
| 54      | Alec Peters         | SF      | Estados Unidos | Phoenix Suns                                  | Valparaiso            |
| 55      | Nigel Williams-Goss | PG      | Estados Unidos | Utah Jazz                                     | Gonzaga               |
| 56      | Jabari Bird         | SG      | Estados Unidos | Boston Celtics                                | Califórnia (Berkeley) |
| 57      | Aleksandar Vezenkov | PF      | Bulgária       | Brooklyn Nets                                 | FC Barcelona          |
| 58      | Ognjen Jaramaz      | PG      | Sérvia         | New York Knicks                               | KK Mega Basket        |
| 59      | Jaron Blossomgame   | SF      | Estados Unidos | San Antonio Spurs                             | Clemson               |
| 60      | Alpha Kaba          | PF/C    | França         | Atlanta Hawks                                 | KK Mega Basket        |